# Dipodium fevrellii
Dipodium fevrellii är en orkidéart som beskrevs av Johannes Jacobus Smith. Dipodium fevrellii ingår i släktet Dipodium och familjen orkidéer.
Artens utbredningsområde är Sulawesi. Inga underarter finns listade i Catalogue of Life.